# Чімедійн Сайханбілег
Чімедійн Сайханбілег (монг. Чимэдийн Сайханбилэг; нар. 1969) — монгольський політик, прем'єр-міністр Монголії у 2014—2016 роках. Член Демократичної партії.